# Vela spila
A Vela spila egy barlang Horvátországban, Korčula szigetén, a Kale-öböl felett, a Vela Luka-öböl északnyugati oldalán.

## Leírása
A barlang a Vela Luka-öböl északnyugati oldalán, a Pinski rat nevű hegy oldalában található. Krétakori rétegezett mészkőben helyezkedik el. A barlang nyílása boltív alakú (szélessége 10 m, magassága 4 m), 130 m magasságban van és délnyugatra néz. A barlang egy elliptikus teremből áll, amelynek hossza 50 méter, magassága 17 méter és szélessége körülbelül 40 méter. Tetején két nyílás található, amelyek a boltozat összeomlásával jöttek létre. A Velo ždrilo 11-szer 9 méteres, a Malo ždrilo 5-ször 4 méteres. E két nyílás kialakulásának ideje még nincs meghatározva. Rajtuk keresztül világítja meg a napfény a barlang elülső és középső részét. A csarnok legalsó része 10 m-rel alacsonyabb, mint a bejárati szint.

## Kutatástörténete
A barlangot már a Korčulai statútum is említi a 15. században. Első kutatója Nikola Ostojić helytörténész, múzeumi biztos és régiséggyűjtő volt, aki 1835-ben látogatta meg a barlangot. Kutatásairól 1856-ban írt „Compendio Storico Dell Isola di Curzola” (Korcula-sziget történetének összefoglalója) című művében számolt be.
A barlang tudományos kutatása az 1940-es évek végén kezdődött. Marinko Gjivoje 1949-ben látogatta meg a barlangot. 1951-ben Marinko Gjivoje, Boris Ilakovac és Vinko Foretić kezdték meg az első ásatásokat a barlangban, és az eredmények ígéretesek voltak. Ezen leletek alapján Grga Novak úgy döntött, behatóbban megvizsgálja a mintákat, hogy megerősítse a barlang Hvar szigetével való történelmi kapcsolatát. A vizsgálatot 1951 szeptemberében végezték. Az előzetes eredményeket a Jugoszláv Tudományos és Művészeti Akadémia folyóiratának 1954. évi 59. számában tette közzé. 1974 óta szinte minden évben végeznek terepmunkát a barlangban. A munkákat kezdetben Grga Novak, 1978 óta pedig Božidar Čečuk vezette. Franko Oreb az ásatási személyzet állandó tagja volt, Dinko Radić pedig 1986-ban csatlakozott az ásatásokhoz.
A barlang alját 4 m vastag üledék tölti meg, amelyekben számos ember alkotta kőszerszám és kerámia, tűzhely és tűz maradványai, vad- és háziállatok, valamint halak csontjai, és számos emberi temetkezés került elő, ami azt jelzi, hogy a felső paleolitikumtól egészen a bronzkorig emberi élőhelyként szolgált. A sekélyebb rétegekben a mezolitikum és az újkőkorszak leletei találhatók, melyek az i. e. 7380 és 7080 közötti időből származnak.
A neolitikum idején a barlangot az impressokultúra hordozói, a festett kerámiák jellegzetes helyi csoportjai és a klasszikus hvar kultúra embere használták. A barlangi leleteket összehasonlították a Hvar-szigeten található Grapčevo-barlang leleteivel.
A mélyebb rétegekben talált leleteket az i. e. 13 500 és 12 600 közötti időre datálták.
A radiokarbonos kormeghatározás kimutatta, hogy az emberi tevékenység a barlangban 20 000 évre nyúlik vissza. A barlang rétegeiben található posztneolitikum leletei azt bizonyítják, hogy a lakosság a barlangban élt. Míg a kőrézkor leletei referenciának bizonyultak az adott időszak Hvar-kultúrájához. Ezt az időszakot egy bronzkori réteg követi.
1986-ban két felnőtt maradványait találták itt meg. Testük tudományos kutatása olyan eredményeket mutatott, amelyek szerint nagy valószínűséggel a késő neolitikumban éltek. A helyi lakók Babának és Didának hívják őket. A barlangban talált régészeti leletek a Vela Luka Kulturális Központban vannak kiállítva.

## Fordítás
Ez a szócikk részben vagy egészben  a   Vela spila című szerb Wikipédia-szócikk ezen változatának fordításán alapul.  Az eredeti cikk szerkesztőit annak laptörténete sorolja fel. Ez a jelzés csupán a megfogalmazás eredetét és a szerzői jogokat jelzi, nem szolgál a cikkben szereplő információk forrásmegjelöléseként.